# Adoniscus velox
Adoniscus velox là một loài chân đều trong họ Olibrinidae. Loài này được Vandel miêu tả khoa học năm 1955.